# 회피 대처
회피 대처(avoidance coping)는 심리학에서 말하는 대처 기제(coping mechanism) 중 하나이자 경험적 회피(experiential avoidance) 형태 중 하나이다. 스트레스 요인(stressor)이 제공하는 어려움으로부터 자신을 지키기 위하여, 스트레스 요인을 다루는 것을 회피하기 위한 한 개인의 의식적 혹은 무의식적 노력을 특성으로 한다. 회피 대처는 약물 남용(substance abuse), 사회적 철수(social withdrawal), 기타 현실도피(escapism)를 야기할 수 있다. 높은 수준의 회피 행동은 회피성 성격장애(avoidant personality disorder) 진단으로 이어질 수 있지만, 이런 행동을 보이는 모든 사람이 회피성 성격장애 정의를 충족하는 것은 아니다. 또한 회피 대처는 외상후 스트레스 장애(post-traumatic stress disorder) 증상 중 하나이자 우울과 불안 증상과도 연관 있다. 게다가 회피 대처는 심리학자 커트 레윈(Kurt Lewin)이 소개한 접근-회피 갈등(approach-avoidance conflict) 이론의 일부분이다.
일부 연구와 윤리적 관점에서는 회피 대처가 긍정적 경험을 추구하는 것에 있어 불편감을 줄이는 것을 우선시하는 광범위한 인간 행동 패턴을 반영한다고 제안한다. 연구에서는 인간이 좋은 기분을 도입하는 것보다 나쁜 기분을 벗어나는 기법을 더 많이 사용한다고 발견하였고, 이는 고통-회피 동기(suffering-avoidant motivation)가 우세하다는 것을 강조한다.
대처에 관한 연구 문헌들에서는 대처 전략을 크게 접근/적극 대처(approach/active coping)와 회피/수동 대처(avoidance/passive coping)라는 두 범주로 나눈다. 접근 대처는 직접 문제를 직접 경감하는 방식으로 스트레스를 줄이는 행동을 포함하고, 회피 대처는 문제로부터 거리를 두는 방식으로 스트레스를 줄이는 행동을 포함한다. 전통적으로, 접근 대처는 스트레스를 경감하는데 가장 건강하고 이로운 방식으로 간주되어 온 반면, 회피 대처는 부정적 성격 특질, 잠재적 상해 행동, 전반적으로 더욱 나쁜 결과가 나온다는 것과 연관있다. 그러나 스트레스 요인을 다루는데 아무 것도 할 수 없을 때, 회피 대처는 스트레스를 줄일 수 있다.

## 측정
회피 대처는 자기보고 설문(self-reported questionnaire)을 통해 측정된다. 처음에는 다면적 경험적 회피 설문(Multidimensional Experiential Avoidance Questionnaire, MEAQ)이 사용되었는데, 이는 경험적 회피를 평가하는 62개 항목 설문이며, 얼마나 많은 회피 행동을 보이는지, 1-6의 척도로 각 진술마다 어느 정도의 강도로 동의하는지를 측정함으로써 회피 대처를 평가한다. 오늘날, 간단 경험적 회피 설문(Brief Experiential Avoidance Questionnaire, BEAQ)이 대신 사용되며 MEAQ의 62개 항목 중 15개 항목이 있다. 연구에서 회피 대처는 몰입형 가상현실(immersive virtual reality)을 사용하여 객관적으로 측량할 수 있다.

## 치료
인지행동치료(cognitive behavioral therapy)와 정신분석치료(psychoanalytic therapy)는 자신의 감정과 정서를 인식하고 이해하며 표현하는 것을 회피하는 이들을 돕는데 사용된다. 회피 대처를 파괴하고 그것이 트라우마적 경험을 다루는데 건강하지 못한 방식이라는 것에 주목하는 행동 치료인 수용전념치료(Acceptance and commitment therapy) 역시 사용되기도 한다.
적극-인지 대처(active-cognitive coping)와 적극-행동 대처(active-behavioral coping)는 회피 대처의 대체 기법으로 사용된다. 적극-인지 대처는 스트레스 유발 사건에 대한 태도를 바꾸고 긍정적인 영향이나 파급력을 찾는 것이 있다. 적극-행동 대처는 상황에 대하여 더 많은 것을 알아낸 후에 긍정적인 행공을 취하는 것이다.

## 같이 보기
- 경험적 회피
- 회피성 성격장애